# Chalan Piao
Chalan Piao es un pueblo en la zona suroeste de la isla de Saipán el más grande en la Mancomunidad estadounidenses de las Islas Marianas del Norte. Limita por el norte con Chalan Kanoa, al este con el pueblo de As Perdido y al sur con San Antonio. Al oeste se encuentra el Océano Pacífico.
Chalan Piao traducido de la lengua Chamorro significa "camino de bambú". Chalan significa camino y piao significa bambú. El lenguaje Chamorro es hablado por los habitantes indígenas de Saipán y el resto de las Islas Marianas, principalmente en Rota / Luta, Tinian y Guaján / Guam.
Chalan Piao es la residencia de varias familias indígenas Chamorro, la más notable de ellas es la familia Cabrera.